# Oberschwarzach (Bawaria)
Oberschwarzach – gmina targowa w Niemczech, w kraju związkowym Bawaria, w rejencji Dolna Frankonia, w regionie Main-Rhön, w powiecie Schweinfurt, wchodzi w skład wspólnoty administracyjnej Gerolzhofen. Leży w Steigerwaldzie, około 23 km na południowy wschód od Schweinfurtu, przy drodze B22.

## Dzielnice
W skład gminy wchodzą następujące dzielnice: 
- Oberschwarzach
- Breitbach
- Düttingsfeld
- Handthal
- Kammerforst
- Mutzenroth
- Schönaich
- Siegendorf
- Wiebelsberg

## Demografia
| Rok  | Liczba mieszk. |
| ---- | -------------- |
| 1970 | 1476           |
| 1987 | 1397           |
| 2000 | 1457           |
| 2004 | 1437           |
| 2005 | 1424           |

## Polityka
Wójtem od 2002 jest Josef Radler (Związek Wyborczy Wiebelsberg), jego poprzednikiem był Gottfried Keß.

## Osoby urodzone w Oberschwarzach
- Georg Häfner (1900 – 1942) – kapłan katolicki, zamordowany w KL Dachau

## Oświata
(na 1999)

W gminie znajduje się 75 miejsc przedszkolnych (z 73 dziećmi) oraz szkoła podstawowa z częścią Hauptschule (klasy 1–6, 13 nauczycieli, 224  uczniów).